# Campsiophora mulata
Campsiophora mulata är en nattsländeart som beskrevs av Lazar Botosaneanu 1977. Campsiophora mulata ingår i släktet Campsiophora och familjen stenhusnattsländor. Inga underarter finns listade i Catalogue of Life.